# Маби
Маби (јап. 真備町) Mabi-chō је варош која се налази у области Киби, у префектури Окајама, Јапан. 
2003. године, у вароши Фунао живело је 22.927 становника са густином насељености од 520,12 становника по км². Укупна површина вароши је 44,08 км².
1. августа 2005. године, Фунао (из области Асакучи), заједно са вароши Маби, спојени су у проширени град Курашики. 
Маби је познат по својим историјским везама са Киби но Макиби, научник из Нара периода развој игре Го у Јапану, и ствари везане за овог научника похрањене су у Макиби меморијалном музеју и Макиби парку.